# Jurgis Razma

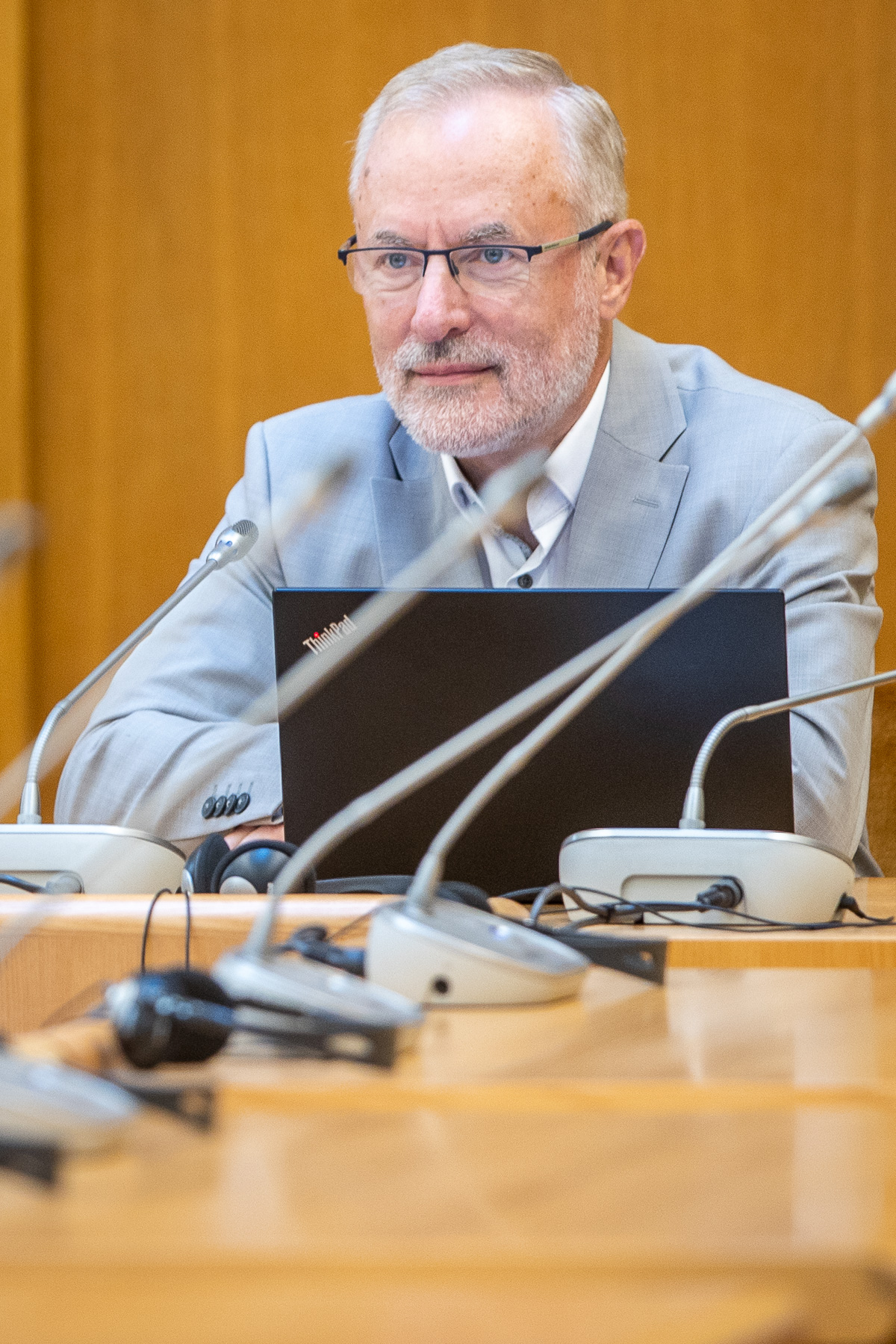
Jurgis Razma, 2023

Jurgis Razma (* 14. März 1958 in Žvirblaičiai, Rajongemeinde Plungė) ist ein litauischer konservativer Politiker, seit 1996 Mitglied des Seimas. Von 2020 bis 2024 war er Parlamentsvizepräsident, erster stellvertretender Vorsitzender von 13. Seimas und von 1996 bis 2000 Seimas-Kanzler.

## Leben
Ab 1965 besuchte Jurgis Razma die Grundschule Didvyčiai in der Rajongemeinde Plungė. Nach dem Abitur 1976 an der 4. Mittelschule Plungė absolvierte er 1981 das Diplomstudium der Physik an der Vilniaus valstybinis universitetas und von 1981 bis 1991 arbeitete er an der Fakultät für Physik der VU als Oberingenieur.
Ab 1988 war Jurgis Razma Mitglied von Sąjūdis. Von 1991 	bis 1992 war er Berater in der Regierungskanzlei Litauens. Von 1992 bis 1993 arbeitete er in der Seimas-Kanzlei als Gehilfe von Tautvydas Lideikis, des Seimas-Mitglieds.
Von 1995 bis 1996 war er Rats- und Vorstandsmitglied der Stadtgemeinde Vilnius. Seit 1996 ist er Mitglied des Seimas (2000, 2004, 2008, 2012, 2016, 2020 und 2024 wurde er wiedergewählt), seit 2024 Mitglied im 14. Seimas. Von 1996 bis 2000 war er Seimas-Kanzler.
Seit 1994 ist er Mitglied der Partei Tėvynės sąjunga – Lietuvos krikščionys demokratai.
Er ist verheiratet. Seine Frau arbeitet als Veranstaltungsorganisatorin im Kulturzentrum des Städtchens Kuliai der Rajongemeinde Plungė. 	

## Quelle
- Leben (2024)